# Dzieło Kolpinga

Logo organizacji

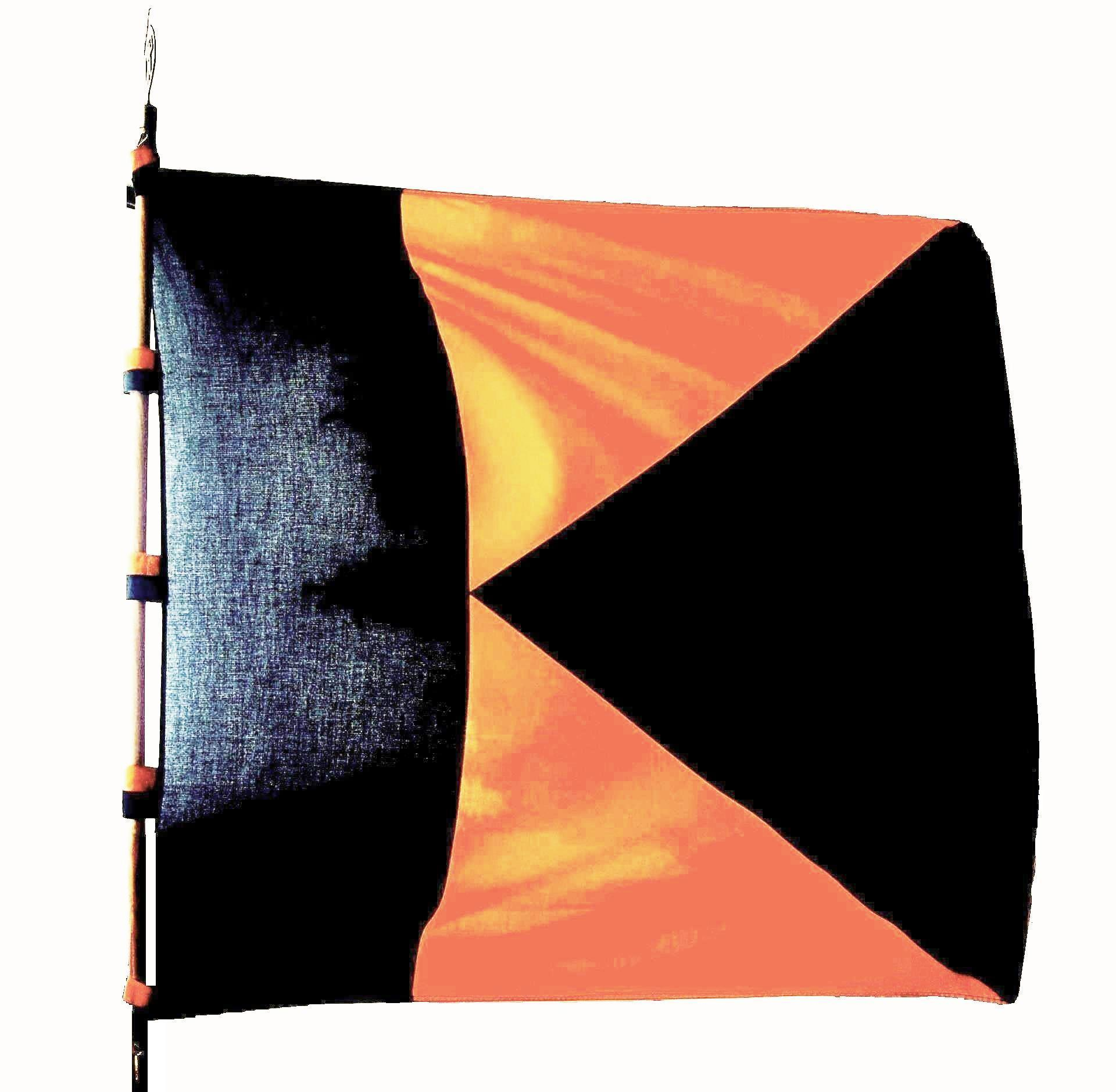
Flaga organizacji

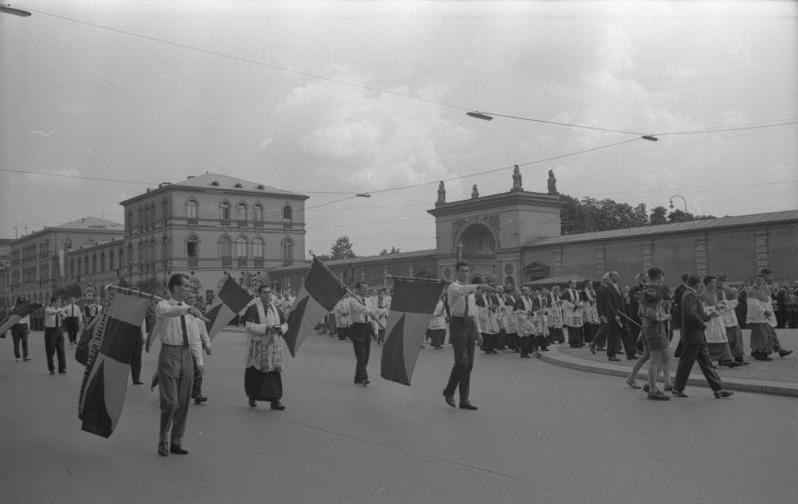
Przemarsz członków w Monachium (1960)

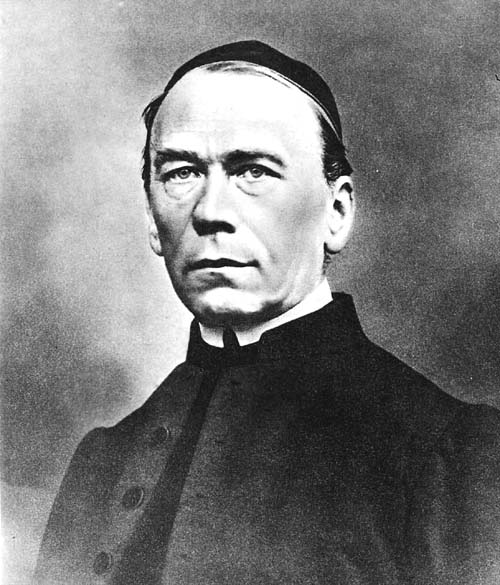
Adolf Kolping, założyciel

Dzieło Kolpinga (Kolping International, niem. Kolpingwerk) – międzynarodowe katolickie stowarzyszenie społeczne z siedzibą w Kolonii, założone w 1850 przez księdza oraz reformatora społecznego Adolfa Kolpinga i liczące 400 000 członków angażujących się w działania społeczne, polityczne i kościelne. Dzieło Kolpinga prowadzi działalność na rzecz środowisk lokalnych, a w szczególności osób najbardziej potrzebujących wsparcia, m.in. bezrobotnych, młodzieży i dzieci, a także seniorów.

## Geneza
Kolping był działaczem współczesnym Karolowi Marksowi i w podobny sposób rozpoznał problemy społeczne swojej epoki, ale zamiast rewolucyjnego przewrotu, postawił na wykorzystanie wewnętrznych sił społeczności i zaangażowanie każdej jednostki w pracę na rzecz bardziej sprawiedliwego społeczeństwa. Jego pasją było szerzenie idei stowarzyszeń czeladniczych jako wspólnot edukacyjnych i samopomocowych. Początkowo prowadził kampanię w Nadrenii, a później także poza granicami Niemiec. Jego celem było tworzenie i utrzymanie stowarzyszeń czeladników i pisanie ich programów społecznych. W niektórych miejscach stowarzyszenia czeladników budowały domy – schroniska dla czeladników. Oferowały one z jednej strony duchowe wsparcie poza domem, ale także oferowały możliwości rozwoju osobistego poprzez edukację.

## Charakter
Dzieło Kolpinga to społeczność złożona z członków, a także partnerów działających na terenie Europy, Afryki, Azji i Ameryki Łacińskiej. Celem jest m.in. budowanie silnego społeczeństwa obywatelskiego, sprawiedliwości i pokoju na świecie. Stowarzyszenie jest reprezentowane m.in. w Radzie Gospodarczej i Społecznej Organizacji Narodów Zjednoczonych (ECOSOC) oraz w Międzynarodowej Organizacji Pracy.
Podstawą działania organizacji jest wiara chrześcijańska i ideały głoszone przez Adolfa Kolpinga z poszanowaniem wartości wyznawanych przez innych ludzi. Stowarzyszenie jest zorganizowane na zasadach demokratycznych, począwszy od najmniejszych grup lokalnych, tzw. Rodzin Kolpinga (Kolpingsfamilien). Grupy te są społecznościami przyjaznymi rodzinie, w których poszczególne jednostki otrzymują potrzebne im wsparcie. Daje to możliwość samodzielnej poprawy sytuacji życiowej osób i rodzin. Każdy członek społeczności jest zachęcany do wzięcia odpowiedzialności za innych i zaangażowania się w działalność społeczno-polityczną.
Stowarzyszenie w kraju działania tworzy organizację narodową. Często stowarzyszenia regionalne lub diecezjalne są tworzone jako następne. Na wszystkich tych poziomach poszukuje się współpracy z kościołem, państwem i społeczeństwem.
Nawiązywane są liczne partnerstwa pomiędzy strukturami Kolpinga w Europie i na innych kontynentach. Istotnym elementem działania jest współpraca z partnerami na Globalnym Południu. Na przykład regularnie gromadzone są darowizny na projekty w biedniejszych krajach i utrzymywane są osobiste relacje w drodze wzajemnych wizyt. W ten sposób powstała ogólnoświatowa sieć solidarności, nie tylko promująca rozwój, ale także wymianę kulturową i lepsze wzajemne zrozumienie.
W 2020 roku przewodniczącym organizacji jest ksiądz Ottmar Dillenburg.

## Dzieło Kolpinga w Polsce
W Polsce pierwszą Rodzinę Kolpinga założył w 1990 Kazimierz Hoła w Stanisławiu Dolnym koło Kalwarii Zebrzydowskiej. Obecnym prezesem Dzieła Kolpinga w Polsce jest Józef Jakubiec. W maju 2013 posiedzenie Rady Generalnej Międzynarodowego Dzieła Kolpinga odbyło się w Krakowie z udziałem delegatów z 30 krajów świata.
Do głównych działań Dzieła Kolpinga w Polsce należy wspieranie osób bezrobotnych, przeciwdziałanie wykluczeniu osób starszych, a także działania na rzecz dzieci i młodzieży oraz rozwój społeczeństwa obywatelskiego i społeczności lokalnych.
Dzieło Kolpinga w Polsce, podobnie jak w innych krajach, tworzą lokalne stowarzyszenia zwane Rodzinami Kolpinga zakładane przy parafiach i działające na ich terenie. W Polsce funkcjonuje 41 Rodzin Kolpinga, skupiających ponad 1000 członków w całym kraju. W skład Rodzin Kolpinga wchodzą też autonomiczne grupy młodzieży (Młody Kolping) oraz Kolpingowskie Kluby Seniora.
Wszystkie polskie Rodziny Kolpinga zrzesza Związek Centralny Dzieła Kolpinga w Polsce z siedzibą w Krakowie posiadający osobowość prawną i status związku stowarzyszeń.